# 前卫街道
前卫街道，是中华人民共和国云南省昆明市西山区下辖的一个乡镇级行政单位。

## 行政区划
前卫街道下辖以下地区：
官庄社区、拥护社区、南坝社区、红庙社区、广福小区社区、世纪半岛社区、同德锦江社区、望江路社区、四道坝社区和前卫社区。